# فردریک بایر
فردریک بایر (دانمارکی: Fredrik Bajer؛ زاده ۲۱ آوریل ۱۸۳۷ درگذشته ۲۲ ژانویهٔ ۱۹۲۲) یک نویسنده، سیاست‌مدار، و آموزگار اهل دانمارک بود.
وی همچنین برنده جوایزی همچون جایزه صلح نوبل شده‌است. فرزند یک روحانی بود، بایر به عنوان افسر ارتش دانمارک خدمت می‌کرد و در جنگ ۱۸۶۴ علیه پروس و اتریش بودکه در آن او به عنوان اولین ستوان درجه گرفت. او در سال ۱۸۶۵ از خدمت ارتش آزاد شد و به کپنهاگ رفت و در آنجا معلم، مترجم و نویسنده شد.
او در سال ۱۸۷۲ به عنوان عضو پارلمان دانمارک (فولکتینگ) وارد شد و به مدت ۲۳ سال در آنجا کرسی داشت. به عنوان یک عضو پارلمان، او برای استفاده از داوری بین‌المللی به عنوان راهی برای حل و فصل اختلافات میان ملت‌ها تلاش کرد و تلاش‌های باجر باعث شد که روابط خارجی به بخشی از کار پارلمان دانمارک تبدیل شود و دانمارک از همان ابتدا به اتحادیه بین‌المجالس پیوسته و موقعیتی برجسته میان اعضای آن کسب کند.
او از سازمان‌های اولیه حق رأی زنان حمایت کرد و همچنین از بسیاری از سازمان‌های صلح، از جمله دفتر صلح بین‌الملل، هم در دانمارک و هم در سطح اروپایی حمایت نمود و به پیشبرد لایحه‌ای برای رسیدن به توافق‌های داوری با سوئد و نروژ کمک کرد.